# Christa Hoffmann
Christa Hoffmann, geb. Christa Luzinda Ufer (* 20. Mai 1924 in Dresden; † 27. März 2000 in Senftenberg), war eine deutsche Textilgestalterin.

## Leben und Werk
Christa Ufer war mutmaßlich die Tochter des Malers Johannes Paul Ufer (1874–1958), der zu der Künstlergruppe Die Elbier gehört hatte. Sie besuchte die Staatliche Akademie für Kunstgewerbe Dresden und studierte bis 1942 in Breslau in den Fachrichtungen Entwerfen und Handweben an der Meisterschule für Kunst und Handwerk bei Johanne Rump-Gramatte. Malunterricht nahm sie bei Ufer. Dabei lernte sie nach dem Ende des Zweiten Weltkriegs Günter Hoffmann kennen, den sie 1946 heiratete und mit dem sie 1947 nach Senftenberg zog. Christa Hoffmann betätigte sich als Handweberin, gab Handarbeitsunterricht und leitete eine Arbeitsgemeinschaft Handweben. Sie machte sich dann selbständig und arbeitete gemeinsam mit ihrem Mann vor allem als Textilgestalterin. Sie machten die Bekanntschaft u. a. von Armin Stolper und Erwin Strittmatter, der 1978 in das Gästebuch ihrer Ausstellung schreiben würde: „Der Dichter webt in Worten, der Weber dichtet in Fäden und Farben.“
Christa Hoffmann und ihr Mann schufen etwa 250 Gobelins und Knüpfteppiche. Anregungen für ihre Arbeiten holten sie sich häufig aus der Literatur, so aus Gedichten von Eichendorff bis Brecht, vor allem aber aus dem Werk von Eva und Erwin Strittmatter. Ihre Arbeiten wurden im In- und Ausland ausgestellt und fanden große Anerkennung, vor allem in Frankreich.
Christa Hoffmann war bis 1990 Mitglied des Verbands Bildender Künstler der DDR.

## Von Christa Hoffmann geschaffene Bildteppiche (Auswahl)
- Liebe und Haß (1972, 130 × 72 cm)[1]
- Der Dichter und seine Welt (1978, Zyklus von 30 Gobelins zum Werk von Eva und Erwin Strittmatter; mit Günter Hoffmann)
- Gewebte Poesie (vor 1983, Zyklus von 30 Gobelins; mit Günter Hoffmann)
- Liebeszyklus (mit Günter Hoffmann)
- Junge Liebe (mit Günter Hoffmann; in Privatbesitz)

## Ausstellungen (Auswahl)

### Personalausstellungen (mit Günter Hoffmann)
- 1978: Hoyerswerda, Museumssaal (Zyklus „Der Dichter und seine Welt“)
- 1983: Senftenberg
- postum 2008: Senftenberg, Rathaus und Hauptgebäude der Fachhochschule Lausitz („Gewebte Poesie“; 37 Gobelins und Knüpfteppiche)

### Teilnahme an wichtigen regionalen Ausstellungen in der DDR
- 1966, 1974, 1976, 1979 und 1984: Cottbus, Bezirkskunstausstellungen